# Yasuhito Endō
Yasuhito Endō (jap. 遠藤保仁 Endō Yasuhito; ur. 28 stycznia 1980 w Sakurajimie) – japoński piłkarz grający na pozycji defensywnego pomocnika, zawodnik Gamba Osaka.
W 2009 roku wybrany najlepszym piłkarzem Azji według Azjatyckiej Konfederacji Piłkarskiej.

## Życiorys

### Kariera klubowa
Endō pochodzi z miasta Kagoshima. Piłkarską karierę rozpoczął w tamtejszym juniorskim klubie Sakurajima. Następnie trenował w innym klubie z tego miasta, Kagoshima Jitsugyo, a następnie wyjechał do Jokohamy i został piłkarzem Yokohama Flügels. 1 stycznia 1998 został włączony do kadry pierwszej drużyny, a 21 marca zadebiutował w J-League w wygranych 2:1 derbach z Yokohama F. Marinos. Natomiast 1 sierpnia w spotkaniu z Verdy Kawasaki (4:2) zdobył swoją pierwszą bramkę w profesjonalnej karierze. W drużynie Flügels występował przez rok, a po rozwiązaniu klubu 1 stycznia 1999 przeniósł się do Kyoto Purple Sanga. Tam z kolei grał przez dwa sezony, jednak zespół głównie bronił się przed spadkiem do drugiej ligi.
1 stycznia 2001 Endō zmienił barwy klubowe i został piłkarzem japońskiego klubu Gamba Osaka. 10 marca rozegrał dla niej swoje pierwsze spotkanie, jednak piłkarze z Osaki ulegli na wyjeździe 0:2 Avispie Fukuoka. W Gambie szybko stał się podstawowym zawodnikiem zespołu i czołowym graczem drużyny. W 2003 roku został wybrany do jedenastki sezonu, a ten indywidualny sukces powtórzył także w trzech kolejnych sezonach. W 2002 roku zajął 3. miejsce w J-League, a w 2005 roku po raz pierwszy w karierze został mistrzem Japonii (33 mecze i rekordowe 10 goli w sezonie). W latach 2004, 2006 i 2007 zajmował 3. pozycje w lidze.

### Kariera reprezentacyjna
Był reprezentantem Japonii w kategoriach wiekowych: U-20 i U-23. W 1999 roku z kadrą U-20 wywalczył wicemistrzostwo świata w tej kategorii wiekowej.
W reprezentacji Japonii Endō zadebiutował 20 listopada 2002 na stadionie Saitama (Saitama, Japonia) w przegranym 0:2 meczu towarzyskim z Argentyną. W 2004 roku wywalczył wraz z kadrą narodową Puchar Azji 2004. 2006 roku został powołany przez Zico do kadry na Mistrzostwa Świata w Niemczech, jednak nie zagrał w żadnym spotkaniu. Z Japonią wystąpił także w Pucharze Konfederacji 2003 i 2005. Na Mistrzostwach Świata 2010 zdobył gola przeciwko Danii, bramka padła z rzutu wolnego.

## Statystyki

### Klubowe
Stan na 7 grudnia 2019
| Sezon | Klub               | Kraj    | Rozgrywki           | Mecze | Bramki |
| ----- | ------------------ | ------- | ------------------- | ----- | ------ |
| 1998  | Yokohama Flügels   | Japonia | J-League            | 16    | 1      |
| 1999  | Kyoto Purple Sanga | Japonia | J-League            | 24    | 4      |
| 2000  | Kyoto Purple Sanga | Japonia | J-League            | 29    | 5      |
| 2001  | Gamba Osaka        | Japonia | J-League            | 29    | 4      |
| 2002  | Gamba Osaka        | Japonia | J-League            | 30    | 5      |
| 2003  | Gamba Osaka        | Japonia | J-League            | 30    | 4      |
| 2004  | Gamba Osaka        | Japonia | J-League            | 29    | 9      |
| 2005  | Gamba Osaka        | Japonia | J-League            | 33    | 10     |
| 2006  | Gamba Osaka        | Japonia | J-League            | 25    | 9      |
| 2007  | Gamba Osaka        | Japonia | J-League            | 34    | 8      |
| 2008  | Gamba Osaka        | Japonia | J-League            | 27    | 7      |
| 2009  | Gamba Osaka        | Japonia | J-League            | 32    | 10     |
| 2010  | Gamba Osaka        | Japonia | J-League            | 30    | 3      |
| 2011  | Gamba Osaka        | Japonia | J-League            | 33    | 4      |
| 2012  | Gamba Osaka        | Japonia | J-League            | 34    | 5      |
| 2013  | Gamba Osaka        | Japonia | J.League Division 2 | 33    | 5      |
| 2014  | Gamba Osaka        | Japonia | J-League            | 34    | 6      |
| 2015  | Gamba Osaka        | Japonia | J-League            | 37    | 5      |
| 2016  | Gamba Osaka        | Japonia | J1 League           | 34    | 2      |
| 2017  | Gamba Osaka        | Japonia | J1 League           | 31    | 1      |
| 2018  | Gamba Osaka        | Japonia | J1 League           | 34    | 1      |
| 2019  | Gamba Osaka        | Japonia | J1 League           | 28    | 1      |

## Sukcesy

### Klubowe
Yokohama Flügels
- Zwycięzca Pucharu Japonii: 1998

Gamba Osaka
- Zwycięzca J1 League: 2005, 2014
- Zdobywca drugiego miejsca J1 League: 2010, 2015
- Zwycięzca J2 League: 2013
- Zwycięzca Pucharu Japonii: 2008, 2009, 2014, 2015
- Zdobywca drugiego miejsca Pucharu Japonii: 2012
- Zwycięzca Pucharu Ligi Japońskiej: 2007, 2014
- Zdobywca drugiego miejsca Pucharu Ligi Japońskiej: 2015, 2016
- Zwycięzca Superpucharu Japonii: 2015
- Zdobywca drugiego miejsca Superpucharu Japonii: 2016
- Zwycięzca Azjatyckiej Ligi Mistrzów: 2008
- Zdobywca drugiego miejsca Copa Suruga Bank: 2015
- Zwycięzca Pan-Pacific Championship: 2008
- Zdobywca trzeciego miejsca Klubowych mistrzostw świata: 2008

### Reprezentacyjne
Japonia
- Zwycięzca Pucharu Azji: 2004, 2011
- Zwycięzca Pucharu Narodów Afro-Azjatyckich: 2007
- Zwycięzca Kirin Cup: 2004, 2007, 2008, 2009
- Zdobywca drugiego miejsca Pucharu Azji Wschodniej: 2003, 2005, 2008

### Indywidualne
- Azjatycki Piłkarz Roku: 2009
- MVP Liga Mistrzów AFC: 2008
- Najbardziej wartościowy gracz J.League: 2014
- Japoński piłkarz roku: 2008, 2014
- Best Eleven J.League: 2003, 2004, 2005, 2006, 2007, 2008, 2009, 2010, 2011, 2012, 2014, 2015
- Zespół J.League na 20. rocznicę